# Wilhelm Lagerborg
Wilhelm Lagerborg, född 14 maj 1765 i Bygdeå socken, död  1 juni 1808 i Uleåborg i Österbotten, var en svensk militär.
Wilhelm Lagerborg var son till majoren Daniel Gustaf Lagerborg och Christina Catharina Telin. Han blev rustmästare vid Västerbottens regemente 1772, sergeant där 1779, fänrik 1780. stabslöjtnant 1786, löjtnant 1789 och stabskapten 1790. År 1795 blev han major i armén och 1805 major vid Västerbottens regemente. Samma år blev han riddare av Svärdsorden 1805. År 1808 var han chef för Kalix kompani. 
Lagerborg deltog i Gustav III:s ryska krig och 1808–1809 års krig. Han blev svårt sårad 2 maj 1808 vid slaget vid Pulkkila, varav han dog några veckor senare. Hans utnämning till överstelöjtnant framkom först efter hans död. 
Han gifte sig 1795 i Torneå med Elisabeth Rechardt, som var dotter till rådmannen Samuel Rechardt och Brita Tolpo. Makarna fick sönerna majorerna Daniel Lagerborg, Samuel Lagerborg och Gustaf Lagerborg.